# جیمز گرووز (بازیکن فوتبال)
جیمز گرووز (انگلیسی: James Groves؛ ژوئیه ۱۸۸۳ – 1921 (aged 69)) بازیکن فوتبال اهل بریتانیا بود.
از باشگاه‌هایی که در آن بازی کرده‌است می‌توان به باشگاه فوتبال لینکولن سیتی، باشگاه فوتبال میدلزبرو، و باشگاه فوتبال شفیلد یونایتد اشاره کرد.